# 吉沢典男
吉沢 典男（よしざわ のりお、1928年8月25日 - 1988年3月8日）は、日本の国語学者・音声学者。

## 略歴
長野県長野市出身。長野師範学校付属小学校、旧制長野中学（長野県長野高等学校）を経て、國學院大學文学部国文科卒業、1953年同大学院修士課程中退、同年国立国語研究所に入所、東京医科歯科大学助教授を経て、1963年千葉大学文理学部助教授、1966年東京外国語大学助教授、同音声学研究所教授。
1962年「呼気消費量計による、発声・発音についての音声生理学的研究」で神戸医科大学医学博士。NHK放送用語委員会委員を務めた。

## 著書
- 『日本語のしくみ 文字とことばの教室』 (みつばち図書館）国土社 1964
- 『子どもの成長とことばの獲得』 (ホームライブラリー)国土社 1971
- 『図解外来語辞典』 (角川小辞典) 角川書店 1979
- 『日本語のしくみ』 (日本少年文庫)国土社 1982
- 『どこかおかしい日本語 日本語誤用辞典』 (ゴマブックス)ごま書房 1985 『どこかおかしいあなたの日本語』幻冬舎 2003
- 『どこかおかしい敬語』 (ゴマブックス)ごま書房 1985
- 『どこかおかしい慶弔語 冠婚葬祭・言葉の常識と非常識』 (ゴマブックス)ごま書房 1986
- 『どこかおかしい慣用語 うっかり間違う決まり文句』 (ゴマブックス)ごま書房 1986
- 『漢字カン違い集』 (ゴマブックス)ごま書房 1986

### 共編著
- 『受験綜合国語』広浜文雄,高橋太郎共著 布井書房・螢光社 1955
- 『玉川こども百科 56　ことばと文字』編 玉川大学出版部編 誠文堂新光社 1956
- 『学研古語辞典』編 学習研究社 1968
- 『外来語の語源』石綿敏雄共著 (角川小辞典) 角川書店 1979
- 『学研要約古語辞典』編 学習研究社 1988

### 翻訳
- H.ウェストレーク, D.ラザフォード『口蓋裂』 (言語障害基礎シリーズ) 中田幸代共訳 日本文化科学社 1970

## 論文
- <吉沢典男